# 希科里縣 (密蘇里州)
希科里县（英語：Hickory County）是美國密蘇里州西部的一個縣。面積1,066平方公里。根據美國2000年人口普查，共有人口8,940人。縣治赫米蒂奇（Hermitage）。
成立於1845年2月14日。縣名紀念第七任總統安德魯·傑克遜 （其綽號為「老山胡桃」）。